# Johann Anton Güldenstädt
Johann Anton Güldenstädt (Riga, Orosz Birodalom, 1745. április 26. – Szentpétervár, 1781. március 23.) német ornitológus és utazó. Zoológiai szakmunkákban nevének rövidítése: „Güldenstädt”. Botanikai szakmunkákban nevének rövidítése: „Gueldenst.”.

## Élete
Berlinben orvostant és természettudományokat tanult. 1767-ben a frankfurti Alma Mater Viadrinában szerzett orvosdoktori fokozatot és 1768–73-ban a szentpétervári akadémia megbízásából átkutatta a Kaukázust, 1780-ban a szentpétervári gazdasági egyesület elnöke lett. Güldenstädtnek a Kaukázusban tett utazása leírását a Pallas adta ki: J. A. G.-s Reisen durch Russland und zum kaukasischen Gebirge, mit einer Lebensbeschreibung des Vervassers (2 kötet, Pétervár 1878-1791), majd Julius Klaproth: J. A. G.-s Reisen nach Georgien und Imerethi (Berlin 1815) és Güldenstädt-Beschreibung der kaukasischen Länder (uo. 1834) című művekben. Természettudományi felfedezéseit Güldenstädt a pétervári akadémia kiadványaiban adta közre.